# Powiat grodkowski
Powiat grodkowski – powiat istniejący w latach 1946–1975 na terenie obecnych powiatów brzeskiego i nyskiego (woj. opolskie). Jego ośrodkiem administracyjnym był Grodków. Oprócz Grodkowa do powiatu należało też miasto Otmuchów oraz gminy Kamiennik i Skoroszyce. Powiat wchodził w skład województwa śląskiego, następnie opolskiego.
Po reformie administracyjnej w 1975 roku terytorium powiatu weszło w skład nowego (mniejszego) województwa opolskiego. Powiatu nie przywrócono w roku 1999, mimo podjętych wcześniej starań. Sam Grodków wraz z gminą włączono do powiatu brzeskiego, zaś pozostałe gminy dawnego powiatu weszły w skład nowego powiatu nyskiego.